# لكواهي (أولاد عبد الله)
لكواهي هو دُوَّار يقع بجماعة عكرمة، إقليم الرحامنة، جهة مراكش آسفي في المملكة المغربية. ينتمي الدوّار لمشيخة أولاد عبد الله التي تضم 11 دوار. يقدر عدد سكانه بـ 1508 نسمة حسب الإحصاء الرسمي للسكان والسكنى لسنة 2004.

## روابط خارجية
- البوابة الوطنية للجماعات الترابية نسخة محفوظة 12 مارس 2018 على موقع واي باك مشين.
- المندوبية السامية للتخطيط